# Melanogaster utriculatus
Melanogaster utriculatus är en svampart som beskrevs av Y. Wang, Castellano & Trappe 2005. Melanogaster utriculatus ingår i släktet Melanogaster och familjen Paxillaceae.   Inga underarter finns listade i Catalogue of Life.